# Савченко, Владимир Миронович
Влади́мир Миро́нович Са́вченко (15 июля 1915 — 9 января 1962) — советский военно-морской лётчик-истребитель, Герой Советского Союза (21.04.1940). Майор (29.04.1947).

## Биография
Родился в крестьянской семье в селе Знаменское ныне Смоленского района Смоленской области. После школы жил в селе Гольяново. Член ВЛКСМ с 1932 года, член ВКП(б) с 1945 года.
В августе 1934 года призван в Военно-Морской флот, окончил Военно-морское авиационное училище имени И. В. Сталина в Ейске в 1937 году. С ноября 1937 года служил в ВВС Балтийского флота: младший лётчик 25-й морской ближнеразведывательной авиационной эскадрильи. При создании в апреле 1938 года 13-го истребительного авиационного полка ВВС Балтийского флота был переведён в него младшим лётчиком, с июля 1937 — флаг-штурман эскадрильи, с мая 1939 года — командир звена.
Участвовал в советско-финской войне, командовал звеном в том же авиаполку. К февралю 1940 года совершил 28 боевых вылетов на разведку и бомбардировку войск противника. Во время штурмовки финских зенитных батарей на острове Койвисто (Бьёркё) самолёт получил несколько попаданий, Савченко был ранен в ногу и затем дважды — в левую руку. Из боя не вышел, продолжал атаки. Управляя самолётом только одной ногой и регулируя сектор газа правой рукой, зубами зажал ручку управления и сумел посадить самолёт на запасной аэродром, после чего потерял сознание.
Указом Президиума Верховного Совета СССР от 21 апреля 1940 года за «образцовое выполнение боевых заданий командования на фронте борьбы с финской белогвардейщиной и проявленные при этом отвагу и геройство» лейтенанту Владимиру Мироновичу Савченко присвоено звание Героя Советского Союза с вручением ордена Ленина и медали «Золотая Звезда».
Из-за тяжелых ранений вернулся в полк из госпиталя только в ноябре 1940 года, получив назначение флаг-штурманом полка. В июне 1941 года переведён на должность командира звена.
Участник Великой Отечественной войны с июня 1941 года. Сражался в Прибалтийской оборонительной операции и при обороне Ленинграда. Был тяжело ранен во второй раз. После госпиталя признан негодным к управлению истребителем и направлен в 65-й авиационный полк специального назначения ВВС ВМФ, где с августа 1942 года был командиром звена, с сентября 1943 — заместителем командира эскадрильи, с января 1944 — лётчиком, с января 1946 — заместителем командира корабля. Выполнял перевозки офицерского состава и командования на действующие флоты, вылету по доставке срочных и особо важных грузов, перегонку самолётов с авиазаводов на фронт.
В июле 1946 года переведён на Дальний Восток и в сентябре того же года назначен командиром эскадрильи 41-го истребительного авиационного полка ВВС 7-го ВМФ. В декабре 1947 года по неясным причинам понижен в должности до заместителя командира эскадрильи этого полка. В июле 1948 года уволен в отставку. 
Жил в городе Рига. Умер 9 января 1962 года. Похоронен в Риге, на кладбище Райниса.

## Награды
- Герой Советского Союза (21.04.1940, медаль № 369)
- орден Ленина (21.04.1940)
- орден Красной Звезды (Указ Президиума ВС СССР от 31.05.1944) — за проявленное мужество и лётное мастерство
- медаль «За боевые заслуги» (Указ Президиума ВС СССР от 03.11.1944)[4]
- медаль «За победу над Германией» (Приказ 65 авп СПЕЦНАЗ ГУ ВВС ВМФ от 21.07.1945)[5]
- ряд других медалей СССР

## Воинские звания
- младший лейтенант (ноябрь 1937)
- лейтенант (1939)
- старший лейтенант (3.05.1940)
- капитан (21.08.1942)
- майор (29.04.1947)[6]

## Память
Офицерский кортик В. М. Савченко хранится в Уфимском музее Великой Отечественной войны.